# E. Donnall Thomas
Edward Donnall „Don” Thomas (ur. 15 marca 1920 w Mart, zm. 20 października 2012 w Seattle) – amerykański lekarz; emerytowany profesor uniwersytetu w Waszyngtonie, emerytowany dyrektor wydziału badań klinicznych w Centrum Badań Nowotworowych im. Freda Hutchinsona. W 1990 roku, wspólnie z Josephem Murrayem, otrzymał Nagrodę Nobla w dziedzinie medycyny za badania nad przeszczepem szpiku kostnego jako metodą leczenia białaczki.